# Matang Sentang
Matang Sentang is een bestuurslaag in het regentschap Aceh Tamiang van de provincie Atjeh, Indonesië. Matang Sentang telt 213 inwoners (volkstelling 2010).